# Сесар Милстейн
 Сесар Милстейн (на испански: César Milstein) е аржентинско–британски биохимик, известен с приносите си към изследването и производството на антитела.
Заедно с Георг Кьолер и Нилс Кай Йерне е удостоен с Нобелова награда за физиология или медицина през 1984 г.

## Биография
Милстейн е роден в Баия Бланка, Аржентина в еврейско семейство. Дипломира се в Университета в Буенос Айрес и започва докторантура при професор Стопани, специализирайки върху ензимната кинетика на алкохолдехидрогеназата. През 1958 г., финансиран от британския консул, Милстейн се премества в департамента по биохимия в Кеймбриджкия университет, където като част от докторантурата си работи върху механизма на метал-активирането на ензима фосфоглюкомутаза. Работата на Милстейн е под ръководството на Малкъм Диксон, а за кратко време сътрудничи с Фредерик Сангер.

## Научна кариера
По-голямата част от научната кариера на Милстейн е посветена на изучаването на антителата и на механизма, по който се създава разнообразието на антитела в организмите. Във връзка с това, през 1975 г. съвместно с Георг Кьолер, Милстейн разработва хибридомна техника, с помощта на която създава моноклонални антитела. За откритието на начин за получаването на моноклонални антитела, през 1984 г. Сесар Милстейн и Георг Кьолер са удостоени с Нобелова награда за физиология или медицина заедно с Нилс Йерне. Това откритие води до мащабно развитие на имунологията и други части на науката и медицината.
Сесар Милстейн става сътрудник на Британското кралско научно дружество през 1975 г. и сътрудник на Дарвиновия колеж в Кеймбридж от 1980 до 2002 г. Награден е с наградата „Луиза Грос Хорвитс“ на Колумбийския университет през 1980 г., получава Коплиев медал през 1989 г. и Орден на почетния легион през 1995 г.
Сесар Милстейн умира на 24 май 2002 г. в Кеймбридж на 74-годишна възраст в резултат на сърдечно заболяване, от което е страдал с години.